# Mý

Mý — majuskulní i minuskulní varianta

Mý či Mí (majuskulní podoba Μ, minuskulní podoba μ, řecký název Μι nebo Μῦ) je dvanácté
písmeno řecké abecedy a v systému řeckých číslovek má hodnotu 40. Různá česká jména písmene vychází z různých názvů písmene v řečtině a starořečtině, kde se také vyskytuje buď ióta nebo ypsilon.

## Použití
Minuskulní varianta písmena 'μ' se používá pro:
- předponu mikro v soustavě SI pro označení milióntiny, pro tuto funkci je ovšem v Unicode vyhrazen zvláštní znak, který má také podobu malého mý: 'µ', totiž znak číslo U+00B5 zapsatelný v HTML pomocí &micro;
- aritmetický průměr v matematice
- míru v matematice
- redukovanou hmotnost ve fyzice
- gravitační parametr ve fyzice
- částici mion ve fyzice
- permeabilitu ve fyzice
- intenzita mutace v genetice

## Reprezentace v počítači
V Unicode je podporováno jak
- majuskulní mý
  - U+039C GREEK CAPITAL LETTER MU
- tak minuskulní mý
  - U+03BC GREEK SMALL LETTER MU

V HTML je možné je zapsat pomocí &#924; respektive &#956;. Lze je také zapsat pomocí HTML entit
&Mu; respektive &mu;.
V LaTeXu se pro majuskulní mý používá M z latinky a minuskulní mý se píše příkazem \mu.